# کیوجی هوریگوچی
کیوجی هوریگوچی (انگلیسی: Kyoji Horiguchi; ۱۲ اکتبر ۱۹۹۰ – ) ورزشکار هنرهای رزمی ترکیبی و کاراته‌کا اهل ژاپن بود. وی از سال ۲۰۱۰ میلادی تاکنون مشغول فعالیت بوده‌است.